# Albatros L.72
Dimensions
L'Albatros L.72 est un avion de transport allemand de l'entre-deux-guerres qui fut utilisé pour le transport de journaux.

## Les versions
- Albatros L.72a : Très probablement étudié comme bombardier dans le cadre des premiers programmes de réarmement conduits secrètement par l’Allemagne, le prototype était en fait un classique biplan à ailes égales non décalées présenté officiellement comme avion de transport.
- Albatros L.72b : Le groupe de presse Ullstein passa commande de deux exemplaires destinés à la livraison rapide de journaux, les quotidiens étant emballés en ballots empilés dans des racks verticaux montés dans le fuselage. Un ingénieux système mécanique permettait aux pilotes de sélectionner un rack puis d’ouvrir une trappe à la base du fuselage, les journaux étant alors largués à basse altitude. Les deux L.72b [D-888 et D-890]furent livrés à Ullstein le 8 avril 1926 sur le terrain de Johannisthal.
- Albatros L.72c : En 1927 le Hamburger Fremdenblatt commanda à son tout un L.72, qui entra en service en 1928 [D-1140].

## Utilisateurs
- Lufthansa : Deutsche Luft Hansa récupéra ces trois appareils en 1937.